# 玛丽·布劳恩
玛丽·布劳恩（荷蘭語：Marie Braun，1911年6月22日—1982年6月23日），荷兰女子游泳运动员。她曾代表荷兰参加1928年和1932年夏季奥林匹克运动会游泳比赛，获得一枚金牌和一枚银牌。